# Leeton (Missouri)
Pour les articles homonymes, voir Leeton (homonymie).
Leeton est une ville du comté de Johnson, dans le Missouri, aux États-Unis,. Située au sud du comté, elle est fondée en 1895 et incorporée en 1946.

## Démographie
Lors du recensement de 2010, la ville comptait une population de 566 habitants. Elle est estimée, en 2016, à 555 habitants.

### Source de la traduction
- (en) Cet article est partiellement ou en totalité issu de l’article de Wikipédia en anglais intitulé « Leeton, Missouri » (voir la liste des auteurs).